# Yanina Studilina
Yanina Sergeevna Studilina  (en ruso: Яни́на Серге́евна Студи́лина; 6 de agosto de 1985 en Omsk) es una actriz, presentadora de televisión y modelo rusa que inició su carrera a mediados de la década de 2000. Ha aparecido en películas como Stalingrado (2013) y Island (2016), y en series de televisión como Who's the Boss? (2006-2007), Happy Together (2006-2008) y The White Guard (2012).

## Primeros años y estudios
Yanina Studilina nació en Omsk, en la República Socialista Federativa Soviética de Rusia. Desde que realizó sus estudios secundarios decidió formarse en teatro y baile. En 2011 se graduó del Instituto de Teatro Boris Shchukin.

## Carrera

### Años 2000
Luego de realizar algunas pequeñas apariciones en televisión y de presentar algunos programas, la primera gran oportunidad para Studilina en la televisión rusa ocurrió en 2006 cuando fue escogida para integrar el reparto de la serie de televisión Who's the Boss?, donde interpretó el papel de Mila. El mismo año personificó a la novia del personaje Sveta en otro seriado, Happy Together, un remake de la exitosa serie anglosajona Married... with Children. En 2008 tuvo una pequeña aparición en la serie de corte histórico One Night of Love y paralelamente interpretó el papel de Polina en Ranetki, serie que le dio reconocimiento en su país natal.

### Años 2010
Inició la década de 2010 interpretando al personaje de Anyuta en la serie The White Guard, basada en la novela del mismo nombre de Mijaíl Bulgákov. En 2013 apareció en la película bélica Stalingrad, donde compartió elenco con Pyotr Fyodorov y Thomas Kretschmann, entre otros. En 2014 apareció en el seriado Turkish Transit personificando a la rusa Rita Zvonareva y en 2016 actuó en la película Island, en el papel de Olga Feigus. En 2019 personificó a Katya en la película cómica Sober Driver.

## Plano personal
Studilina estuvo casada con Alexander Rodnyansky Jr., con quien tenía una relación desde el 2008. Yanina y Alexander tienen una hija llamada Anna.

## Filmografía seleccionada

### Cine y televisión
- 2006-2007 – Who’s the Boss? como Mila
- 2006-2008 – Happy Together como la novia de Sveta
- 2008 – One Night of Love como Polina
- 2008-2010 – Ranetki como Polina Zelenova
- 2009 – Voronin's como Alina
- 2012 – The White Guard como Anyuta
- 2013 – Stalingrado como Masha
- 2014 – Unreal Love como Elena
- 2014 – Turkish Transit como Rita Zvonareva
- 2015 – The Red Queen como Tata Smirnova
- 2016 – Island como Olga Feigus
- 2019 - Sober Driver como Katya